# Буте, Лучиан
Лучиан Буте (рум. Lucian Bute; 28 февраля 1980 года, Галац, Румыния) — румынский боксёр-профессионал, выступающий в полутяжёлой весовой категории. Чемпион мира во 2-й средней (версия IBF, 2007—2012) весовой категории.

## Любительская карьера
Как любитель, Буте выиграл бронзовую медаль в 1999 году на чемпионате мира по боксу в Хьюстоне, штат Техас, и золотую медаль на играх 2001 франкоязычных стран. Буте также представлял Румынию в 2003 году на чемпионате мира по боксу в Бангкоке, Таиланд в среднем весе (в 1/4 проиграл нокаутом Г. Головкину (Казахстан)).
- 1999 Чемпионат мира. Завоевал бронзу
  - Победил Нурхана Сулейманоглу (Турция) 9-5
  - Победил Михая Котаи (Венгрия) 8-4
  - Победил Кейтсутса Сандавикиуса (Литва) 18-5
  - Проиграл Тимуру Гайдалову (Россия) 7-10

## Профессиональная карьера
Дебютировал в ноябре 2003 года во втором среднем весе.
В декабре 2004 года победил техническим нокаутом бывшего чемпиона мира из Южной Африки Дингаана Тобелу (40-12-2).
В феврале 2005 года Завоевал титул Северной Америки по версии NABF.
В январе 2007 года победил по очкам российского боксёра, Сергея Татевосяна (26-6).
В июне 2007 года в отборочном бою за титул чемпиона мира во 2-м среднем весе по версии IBF Лучиан Буте встретился с австралийцем Сакио Бикой. Буте доминировал в бою: он был более точен в атаках. В конце 10-го раунда Бика боднул головой противника. Рефери приостановил бой и оштрафовал камерунца на одно очко. По окончании поединка судьи единогласным решением объявили победителем Лучиана Буте.

### Чемпионский бой с Алехандро Беррио
В октябре 2007 года в Канаде состоялся бой между местным боксёром Лучианом Буте и чемпионом мира во 2-м среднем весе по версии IBF Алехандро Беррио. В середине 11-го раунда Буте загнал противника в угол, и провёл несколько ударов в голову. Часть ударов пришлась по защите. Беррио опустил руки, и в этот момент Буте провёл двойку в голову. Затем он пробил акцентированный левый хук в открытую челюсть. Голова колумбийца повисла. Буте вновь пробил левый хук в незащищаемую челюсть. В этот момент рефери вмешался и прекратил бой. Беррио стоял в углу, оперевшись спиной на канатах, а его голова висела на плечах. Он был в неадекватном состоянии. Беррио отвели по руки в его угол.

### Защита титула с Уильямом Джоппи
В феврале 2008 года Буте встретился с бывшим чемпионом в среднем весе по версии WBA Уильямом Джоппи. Несмотря на то, что американец не победил ни одного сильного соперника с октября 2002 года IBF санкционировало бой как чемпионский. Чемпион доминировал весь бой. В конце 9-го раунда Буте провёл правый хук в голову. Джоппи отбросило назад. Буте пробил левый хук в голову. Джоппи пятился назад. Он попытался заклинчевать, но упал. Он сразу же поднялся. Рефери отсчитал нокдаун. После окончания счёта прозвучал гонг. В начале 10-го раунда Буте левый хук в голову. Джоппи вновь отбросило назад. Он попытался войти в клинч, но не смог. В этот момент Буте пробил хук в открытую голову. Джоппи едва не рухнул. Буте выбросил серию ударов в голову. Джоппи отбежал от чемпиона. Видя, что его настигает Буте, он сам опустился на колено в районе угла. Рефери отсчитал нокдаун. Джоппи поднялся на счёт 7. Буте сразу же бросился добивать противника. Джоппи не успел выйти из угла. Буте настиг его там и провёл серию ударов в голову. Буте начал качать маятник, а затем попытался выйти из угла и заклинчевать, но не смог этого сделать. Буте провёл левый кросс в открытую челюсть и загнал его обратно в угол. Чемпион попытался выбросить серию ударов, но Джоппи вновь опустился на колено. Рефери остановил бой, не открывая счёт. Претендент сразу же поднялся, но с решением рефери не спорил. После этого боя Джоппи ушёл из бокса.

### Бой с Либрадо Андраде
В октябре 2008 года состоялся бой между Лучианом Буте и Либрадо Андраде. Чемпион доминировал большую часть боя. В середине 10-го раунда Буте провёл встречный правый хук в голову противника. Андаде упал на канвас, но сразу же поднялся. Рефери отсчитал нокдаун. Мексиканец не согласился с ним. В 12-м раунде боксёры пошли в размен, в котором преуспел претендент. Буте пытался спастись от ударов в клинчах. В конце 12-го раунда Андаде провёл несколько ударов в голову. Румын попытался войти в клинч, но повис на канатах. Андраде тут же выбросил левый хук в голову. Буте попятился назад, и прошёл весь ринг спиной до канатов. Мексиканец догнал его и выбросил левый хук в челюсть. Буте заклинчевал. Рефери разнял их. Чемпион попятился левым боком через ринг, и добрался до канатов. Андраде вновь его догнал и выбросил акцентированный левый крюк в открытую челюсть. Буте рухнул на канвас. Рефери отогнал претендента и начал отсчёт. Буте, шатаясь, еле поднялся. Рефери досчитал до 6, внезапно прекратил счёт, и, обратившись к претенденту, начал требовать его зайди в противоположный угол. Через несколько секунд рефери начал считать во 2-й раз. Он вёл отсчёт с 6, и довёл его до 10. В это время прозвучал гонг. Комментатор Showtime Ник Чарльз высказал удивление, что рефери долго считал. На рефери сразу же набросили люди из угла мексиканца. Их утихомирили представители организаторов боя. Единогласным решением судей победу получил Лучиан Буте. По окончании боя эксперт Showtime Стив Фархуд взял интервью у рефери Марлон Райт. Журналист заметил, что рефери досчитал до 6, затем взял перерыв, чтобы указать Андраде на угол, а затем опять начал отсчёт с 6. Рефери объяснил это тем, что мексиканец покинул угол.
13 марта 2009 года нокаутировал колумбийского боксёра, Фульхенсио Суньигу.
В ноябре 2009 года в повторном бою, нокаутировал Либардо Андраде.
В апреле 2010 года нокаутировал в 3-м раунде Эдисона Миранду.
В марте 2011 нокаутировал в 11-м раунде британца, Брайана Мэги.
В ноябре 2011 года победил по очкам Глена Джонсона.

### Поражение в бою с Карлом Фрочем
Несмотря на низкие ставки букмекеров на Карла Фроча, британец полностью доминировал на ринге и периграл непобеждённого румынского боксёра. В мае 2012 года Буте проиграл чемпионский титул нокаутом Карлу Фрочу.
В ноябре 2012 года победил по очкам непобеждённого россиянина, Дениса Грачёва.

## Результаты боёв
В таблице перечислены результаты всех поединков боксёров.
В каждой строке указан результат поединка. Дополнительно номер поединка обозначен цветом, который обозначает итог поединка. Расшифровка обозначений и цветов представлена в нижеследующей таблице.
| Пример | Расшифровка                     |
| ------ | ------------------------------- |
|        | Победа                          |
|        | Ничья                           |
|        | Поражение                       |
|        | Планируемый поединок            |
|        | Поединок признан несостоявшимся |
| КО     | Нокаут                          |
| ТКО    | Технический нокаут              |
| PTS    | Решение судей (по очкам)        |
| UD     | Единогласное решение судей      |
| MD     | Решение большинства судей       |
| SD     | Раздельное решение судей        |
| RTD    | Отказ от продолжения боя        |
| DQ     | Дисквалификация                 |
| NC     | Поединок признан несостоявшимся |

| Бой | Рекорд   | Дата             | Соперник                 | Место боя                          | Результат         | Дополнительно                                                                                     |
| --- | -------- | ---------------- | ------------------------ | ---------------------------------- | ----------------- | ------------------------------------------------------------------------------------------------- |
| 35  | 32(25)-5 | 24 февраля 2017  | Элейдер Альварес (21-0)  | Квебек, провинция Квебек, Канада   | TKO 5 (12)        | Бой за звание обязательного претендента на титул чемпиона мира в полутяжёлом весе по версии WBC.  |
| 36  | 32(25)-4 | 30 апреля 2016   | Баду Джек (20-1-1)       | Вашингтон, США                     | DQ (12)           | Бой за титул чемпиона мира по версии WBC во втором среднем весе (2-я защита Джека).               |
| 35  | 32(25)-3 | 28 ноября 2015   | Джеймс Дигейл (21-1-0)   | Квебек, провинция Квебек, Канада   | UD (12)           | Бой за титул чемпиона мира по версии IBF во втором среднем весе. Счёт: 111-117, 111-117, 112-116. |
| 34  | 32(25)-2 | 15 августа 2015  | Андреа ди Луиза (17-2-0) | Монреаль, провинция Квебек, Канада | TKO 4 (10), 1:53  |                                                                                                   |
| 33  | 31(24)-2 | 18 января 2014   | Жан Паскаль (28-2-1)     | Монреаль, провинция Квебек, Канада | UD (12)           | 110-117, 111-117, 112-116.                                                                        |
| 32  | 31(24)-1 | 3 ноября 2012    | Денис Грачёв (12-0-1)    | Монреаль, Канада                   | UD (12)           | 115-113, 118-110, 116-112. Выиграл титул NABF в полутяжёлом весе.                                 |
| 31  | 30(24)-1 | 26 мая 2012      | Карл Фроч (28-2-0)       | Ноттингем, Англия                  | TKO 5 (12), 1:05  | Потерял титул IBF во втором среднем весе.                                                         |
| 30  | 30(24)-0 | 5 ноября 2011    | Глен Джонсон (51-15-2)   | Квебек-Сити, Канада                | UD (12)           | 120-108, 119-109, 120-108. Защитил титул IBF во втором среднем весе.                              |
| 29  | 29(24)-0 | 9 июля 2011      | Жан-Поль Менди (29-0-1)  | Бухарест, Румыния                  | KO 4 (12), 2:48   | Защитил титул IBF во втором среднем весе.                                                         |
| 28  | 28(23)-0 | 19 марта 2011    | Брайан Мэги (34-3-1)     | Монреаль, Канада                   | TKO 10 (12), 2:04 | Защитил титул IBF во втором среднем весе.                                                         |
| 27  | 27(22)-0 | 15 октября 2010  | Джесси Бринкли           | Монреаль, Канада                   | KO 9 (12), 2:48   | Защитил титул IBF во втором среднем весе.                                                         |
| 26  | 26(21)-0 | 17 апреля 2010   | Эдисон Миранда           | Монреаль, Канада                   | TKO 3 (10), 1:22  | Защитил титул IBF во втором среднем весе.                                                         |
| 25  | 25(20)-0 | 29 ноября 2009   | Либрадо Андраде          | Монреаль, Канада                   | KO 4 (12), 2:57   | Защитил титул IBF во втором среднем весе.                                                         |
| 24  | 24(19)-0 | 13 марта 2009    | Фульхенсио Суньига       | Монреаль, Канада                   | TKO 4 (12), 2:23  | Защитил титул IBF во втором среднем весе.                                                         |
| 23  | 23(18)-0 | 24 октября 2008  | Либрадо Андраде          | Монреаль, Канада                   | UD (12)           | 117-109, 115-111, 115-110. Защитил титул IBF во втором среднем весе.                              |
| 22  | 22(18)-0 | 29 февраля 2008  | Уильям Джоппи            | Монреаль, Канада                   | TKO 10 (12), 1:08 | Защитил титул IBF во втором среднем весе.                                                         |
| 21  | 21(17)-0 | 19 октября 2007  | Алехандро Беррио         | Монреаль, Канада                   | TKO 11 (12), 1:27 | Выиграл титул IBF во втором среднем весе.                                                         |
| 20  | 20(16)-0 | 15 июня 2007     | Сакио Бика               | Монреаль, Канада                   | UD (12)           | 116-111, 118-109, 118-109. Претендентский бой IBF во втором среднем весе.                         |
| 19  | 19(16)-0 | 26 января 2007   | Сергей Татевосян         | Монреаль, Канада                   | UD (12)           | 120-108, 119-109, 119-109. Защитил титул WBO Inter-Continental во втором среднем весе.            |
| 18  | 18(16)-0 | 15 сентября 2006 | Джеймс Обеде Тони        | Монреаль, Канада                   | TKO 8 (12), 2:49  | Выиграл титулы NABF, NABA и WBC Continental Americas во втором среднем весе.                      |